# Nyina Viktorovna Baldicsova
Nyina Viktorovna Baldicsova, született Nyina Fjodorova, oroszul: Нина Викторовна Балдычёва (Travino, 1947. július 18. – Szentpétervár, 2019. január 27.) olimpiai aranyérmes szovjet-orosz sífutó.

## Pályafutása
Az 1976-os innsbrucki téli olimpián aranyérmet nyert 4 × 5 km-es váltóban Zinaida Amoszovával, Raisza Szmetanyinával és Galina Kulakovával, továbbá bronzérmes lett az 5 km-es távon. Az 1980-as Lake Placid-i téli olimpián ezüstérmet szerzett a 4 × 5 km-es váltó tagjaként. 1970 és 1974 között két világbajnoki arany és egy bronzérmet nyert.

## Sikerei, díjai
- Olimpiai játékok
  - aranyérmes: 1976, Innsbruck – 4 × 5 km, váltó
  - ezüstérmes: 1980, Lake Placid – 4 × 5 km, váltó
  - bronzérmes: 1976, Innsbruck – 5 km
- Világbajnokság
  - aranyérmes (2): 1970 (3 × 5 km, váltó), 1974 (4 × 5 km, váltó)
  - bronzérmes: 1970 (5 km)